# Α-乙酰基苯乙酰胺
α-乙酰基苯乙酰胺是一种有机化合物，化学式为C10H11NO2，可从乙醇中结晶出来，131 °C熔化。它可以苯乙腈为原料制得。它和α-乙酰基苯乙腈反应，可以得到4,6-二甲基-3,5-二苯基-2(1H)-吡啶酮。